# 夢野寧子
夢野 寧子（ゆめの ねいこ、1986年 - ）は、日本の小説家。東京都生まれ。東京女子大学文理学部社会学科卒業。

## 経歴
幼いころは図書館が近所にあり、父母に連れられて図書館通いをしていた。しかしながら、好きなジャンル、好きな作家も時々で変遷し、図書館の棚を読破するというようなこともなく、川端康成や夏目漱石も国語の教科書を通じて読んでみたというようなレベルであった。それでも10歳の頃の日記には「小説家になりたい」と書いている。
大学4年のとき、区役所の内定をもらい、卒業論文の執筆も終え、大学卒業から社会人生活のスタートまでの猶予期間で、「小説を書くなら今しかない」と少女向けライトノベルを執筆しコンクールに応募したところ、これが佳作を獲った。その後、執筆の依頼を受けて、作品が書籍として販売されたこともある（別名義）。しかしながら、社会人生活が始まると、仕事をこなすのにいっぱいいっぱいとなり、ライトノベルの世界観が執筆ができなくなってしまう。
その後もホラー、ファンタジー、純文学とライトノベル以外の小説コンクールを見つけては次々と応募を行うが、一次選考も通貨できないようなありさまであった。
仕事も小説もどっちつかずな状態になり、両立ができないと自覚し、葛藤の末に2017年、30歳のときに区役所を辞める。ほぼ無職の状態で、貯金を取り崩しながら、実家で執筆に専念し、第4回（2017年）ふるさと秋田文学賞の小説の部で受賞するが、その後も落選の日々が続く。
2023年に「ジューンドロップ」で第66回群像新人文学賞を受賞するのだが、その際に『群像』（講談社）の編集部から電話がかかってきた際にも「どうせ保険かカード会社のなにか」と思って電話に出なかった。

## 作品リスト
- 『ジューンドロップ』（講談社、2023年7月）

単行本未収録作品
- 「コラム 私の黒歴史――夢野寧子「薔薇ニ棘アリ」（『小説野性時代』2023年12月号 KADOKAWA）